# 22453 Shibusawaeiichi
22453 Shibusawaeiichi este o planetă minoră (asteroid) din centura de asteroizi. A fost descoperită pe 7 noiembrie 1996 la Kitami Observatory⁠(d) de Kin Endate și a fost numită după Shibusawa Eiichi⁠(d). 
Obiectul prezintă o orbită caracterizată de o semiaxă mare de 2,2574291 UAi, o excentricitate de 0,18, o înclinație de 6,97177 ° în raport cu ecliptica.